# Aaron Hill (snookerzysta)
Aaron Hill (ur. 28 lutego 2002 w Cork) – irlandzki zawodowy snookerzysta.

## Kariera
W marcu 2020 r. Hill wygrał Mistrzostwa Europy U-21 w Snookerze EBSA, w wyniku czego otrzymał dwuletnią kartę na World Snooker Tour na sezony 2020/2021 i 2021/2022.
24 września 2020 Hill pokonał ówczesnego mistrza świata Ronniego O’Sullivana 5–4 w 1/64 finału European Masters.
Podczas turnieju Northern Ireland Open 2022 Hill pokonał sklasyfikowanego na 2. miejscu rankingu Judda Trumpa 4–1 i awansował do 1/32 finału.

## Występy w turniejach w karierze
Dane na podstawie Snooker.org.

### Turnieje rankingowe
| Turnieje                   | 2018 /19      | 2019 /20      | 2020 /21      | 2021 /22      | 2022 /23      | 2023 /24      | 2024 /25 | 2025 /26 |
| -------------------------- | ------------- | ------------- | ------------- | ------------- | ------------- | ------------- | -------- | -------- |
| Ranking                    |               | [ i ]         |               | 79            |               | 73            | 60       | 50       |
| Championship League        | Non-Ranking   | Non-Ranking   | RR            | RR            | 2R            | RR            | RR       | RR       |
| Xi'an Grand Prix           | nie rozegrano | nie rozegrano | nie rozegrano | nie rozegrano | nie rozegrano | nie rozegrano | 1R       |          |
| Saudi Arabia Masters       | nie rozegrano | nie rozegrano | nie rozegrano | nie rozegrano | nie rozegrano | nie rozegrano | 2R       |          |
| English Open               | A             | A             | 1R            | LQ            | LQ            | LQ            | 1R       |          |
| British Open               | nie rozegrano | nie rozegrano | nie rozegrano | 1R            | LQ            | LQ            | 1R       |          |
| Wuhan Open                 | nie rozegrano | nie rozegrano | nie rozegrano | nie rozegrano | nie rozegrano | QF            | 1R       |          |
| Northern Ireland Open      | A             | A             | 1R            | LQ            | 2R            | 3R            | LQ       |          |
| International Championship | A             | A             | nie rozegrano | nie rozegrano | nie rozegrano | LQ            | 1R       |          |
| UK Championship            | A             | A             | 1R            | 1R            | LQ            | LQ            | LQ       |          |
| Shoot Out                  | A             | 3R            | 1R            | 3R            | 1R            | 1R            | 3R       |          |
| Scottish Open              | A             | A             | 1R            | LQ            | LQ            | 2R            | LQ       |          |
| German Masters             | A             | A             | LQ            | LQ            | LQ            | 1R            | QF       |          |
| Welsh Open                 | A             | A             | 2R            | LQ            | 2R            | 2R            | LQ       |          |
| World Open                 | A             | A             | nie rozegrano | nie rozegrano | nie rozegrano | 1R            | 2R       |          |
| World Grand Prix           | DNQ           | DNQ           | DNQ           | DNQ           | DNQ           | DNQ           | DNQ      |          |
| Players Championship       | DNQ           | DNQ           | DNQ           | DNQ           | DNQ           | DNQ           | DNQ      |          |
| Tour Championship          | DNQ           | DNQ           | DNQ           | DNQ           | DNQ           | DNQ           | DNQ      |          |
| World Championship         | LQ            | LQ            | LQ            | LQ            | LQ            | LQ            | LQ       |          |

### Dawne turnieje rankingowe
| WST Pro Series   | nie rozegrano | nie rozegrano | WD            | nie rozegrano | nie rozegrano | nie rozegrano | nie rozegrano | nie rozegrano | nie rozegrano | nie rozegrano | nie rozegrano | nie rozegrano | nie rozegrano |               |
| Turkish Masters  | nie rozegrano | nie rozegrano | nie rozegrano | 1R            | nie rozegrano | nie rozegrano | nie rozegrano | nie rozegrano | nie rozegrano | nie rozegrano | nie rozegrano | nie rozegrano | nie rozegrano | nie rozegrano |
| Gibraltar Open   | A             | A             | 2R            | 3R            | nie rozegrano | nie rozegrano | nie rozegrano | nie rozegrano | nie rozegrano | nie rozegrano | nie rozegrano | nie rozegrano | nie rozegrano | nie rozegrano |
| WST Classic      | nie rozegrano | nie rozegrano | nie rozegrano | nie rozegrano | 1R            | nie rozegrano | nie rozegrano |               |               |               |               |               |               |               |
| European Masters | A             | A             | 4R            | 1R            | 1R            | 1R            | NH            |               |               |               |               |               |               |               |

### Dawne turnieje nierankingowe
| Turnieje                   | 2018 /19 | 2019 /20 | 2020 /21      | 2021 /22      | 2022 /23 | 2023 /24      | 2024 /25      |
| -------------------------- | -------- | -------- | ------------- | ------------- | -------- | ------------- | ------------- |
| Six-red World Championship | A        | A        | nie rozegrano | nie rozegrano | LQ       | nie rozegrano | nie rozegrano |

1. ↑  Był amatorem.

| Legenda tabeli wyników              | Legenda tabeli wyników       | Legenda tabeli wyników                     | Legenda tabeli wyników                                                              | Legenda tabeli wyników                     | Legenda tabeli wyników                     |
| ----------------------------------- | ---------------------------- | ------------------------------------------ | ----------------------------------------------------------------------------------- | ------------------------------------------ | ------------------------------------------ |
| LQ                                  | odpadnięcie w kwalifikacjach | #R                                         | odpadnięcie we wczesnej fazie turnieju (WR = runda dzikich kart, RR = faza grupowa) | QF                                         | przegrana w ćwierćfinale                   |
| SF                                  | przegrana w półfinale        | F                                          | przegrana w finale                                                                  | W                                          | zwycięstwo                                 |
| DNQ                                 | nie zakwalifikował/a się     | A                                          | nie brał/a udziału                                                                  | WD                                         | zrezygnował/a w trakcie turnieju           |
| Legenda oznaczeń w tabelach wyników |                              |                                            |                                                                                     |                                            |                                            |
| NH / Nie roz.                       | NH / Nie roz.                | Turniej nie odbył się.                     | Turniej nie odbył się.                                                              | Turniej nie odbył się.                     | Turniej nie odbył się.                     |
| NR / Nie-rank.                      | NR / Nie-rank.               | Turniej nie był zaliczany jako rankingowy. | Turniej nie był zaliczany jako rankingowy.                                          | Turniej nie był zaliczany jako rankingowy. | Turniej nie był zaliczany jako rankingowy. |
| R / Rank.                           | R / Rank.                    | Turniej był zaliczany jako rankingowy.     | Turniej był zaliczany jako rankingowy.                                              | Turniej był zaliczany jako rankingowy.     | Turniej był zaliczany jako rankingowy.     |
| MR / Minor-Rank.                    | MR / Minor-Rank.             | Turniej był zaliczany jako minor ranking.  | Turniej był zaliczany jako minor ranking.                                           | Turniej był zaliczany jako minor ranking.  | Turniej był zaliczany jako minor ranking.  |

## Finały w karierze

### Finały amatorskie: 5 (3-2)
| Rezultat  |    | Rok  | Turniej                                      | Przeciwnik       | Wynik | Przypisy |
| --------- | -- | ---- | -------------------------------------------- | ---------------- | ----- | -------- |
| Finalista | 1. | 2018 | Mistrzostwa Świata w Snookerze U-16          | Ben Mertens      | 3–4   |          |
| Zwycięzca | 1. | 2019 | Mistrzostwa Europy U-18 w Snookerze EBSA     | Dylan Emery      | 4–3   | [ 7 ]    |
| Finalista | 2. | 2019 | Challenge Tour – Turniej 4                   | Ashley Hugill    | 1–3   | [ 8 ]    |
| Zwycięzca | 2. | 2020 | Mistrzostwa Europy EBSA w Snookerze U-18 (2) | Sean Maddocks    | 4–1   | [ 9 ]    |
| Zwycięzca | 3. | 2020 | Mistrzostwa Europy U-21 w Snookerze EBSA     | Hayden Staniland | 5–2   | [ 10 ]   |